# Nuithonesek
A nuithonesek egyedül Tacitus által említett ókori germán néptörzs. Területük az Elba alsó része és az Odera közt lehetett. Egyes kutatók szerint nevük ma ismert alakja hibás, a helyes alak ismeretlen.